# Tiràcia
Tiràcia o Tiracina (llatí: Tyracia o Tyracina grec antic: Τυρακῖνα) va ser una ciutat de Sicília de la que se'n sap molt poca cosa.
Esteve de Bizanci diu que era una ciutat petita però rica i Plini el Vell la fa constar a la llista de municipis romans de l'interior de l'illa. Es desconeix on estava situada.
Alguns autors diuen que podria ser Trinàcia (Τρινακία) que Diodor de Sicília esmenta com una de les ciutats més importants dels sículs abans que fos destruïda per Siracusa l'any 439 aC, però només per la semblança dels noms.